# Kuwaits herrlandslag i ishockey
Kuwaits herrlandslag i ishockey representerar Kuwait i ishockey på herrsidan och kontrolleras av Kuwaits ishockeyförbund.

## Historik
Kuwait inträdde i IIHF men uteslöts 1992 på grund av brist på aktivitet. År 1999 återinträdde Kuwait i IIHF, och spelade sina första matcher I samband med Asiatiska vinterspelen och förlorade mot Japan, Kina och Mongoliet. Laget spelade även i Asiatiska vinterspelen då man mot Macao tog sin första vinst. Följande år deltog man i Arab Cup of Ice Hockey och slutade tvåa efter finalförlust mot Förenade arabemiraten. 2010 deltog Kuwait i IIHF Challenge Cup of Asia, och slutade på sjunde plats. I maj deltog man i Gulf Ice Hockey Championship, och slutade tvåa efter Förenade arabemiraten. I mars 2015 mötte de Sura Blue Hammers J18/U16 och förlorade med 7-1.

### Fotnoter
1. 1 2  ”Kuwait”. International Ice Hockey Federation. http://www.iihf.com/iihf-home/countries/kuwait.html. Läst 19 maj 2010.
2. ↑  Szemberg, Szymon; Podnieks, Andrew (2008). ”Story #42;Breakup of old Europe creates a new hockey world”. International Ice Hockey Federation. Arkiverad från originalet den 15 juni 2009. https://web.archive.org/web/20090615155631/http://www.iihf.com/iihf-home/the-iihf/100-year-anniversary/100-top-stories/story-42.html. Läst 9 juni 2009.
3. 1 2  ”Kuwait All Time Results”. National Teams of Ice Hockey. Arkiverad från originalet den 16 december 2017. https://web.archive.org/web/20171216144036/https://www.nationalteamsoficehockey.com/wp-content/uploads/2016/08/Kuwait-Men-All-Time-Results.pdf. Läst 19 maj 2010.
4. ↑  ”Arab Cup victory for Emirates”. International Ice Hockey Federation. Arkiverad från originalet den 15 juli 2010. https://web.archive.org/web/20100715203710/http://www.iihf.com/home-of-hockey/news/news-singleview/article/arab-cup-victory-for-emirates.html. Läst 14 maj 2010.
5. ↑  ”2010 IIHF Challenge Cup of Asia”. International Ice Hockey Federation. Arkiverad från originalet den 14 april 2010. https://www.webcitation.org/5oymuj7F3?url=http://www.iihf.com/home-of-hockey/championships/asia/2010-men.html. Läst 13 april 2010.
6. ↑  Merk, Martin (8 juni 2010). ”UAE wins Gulf Championship”. International Ice Hockey Federation. Arkiverad från originalet den 9 juni 2010. https://www.webcitation.org/5qLralkW4?url=http://www.iihf.com/home-of-hockey/news/news-singleview/article/uae-wins-gulf-championship.html. Läst 9 juni 2010.
7. ↑  ”Blue Hammers vann över Kuwaits landslag.”. Surahammars IF - Ishockey. Arkiverad från originalet den 9 januari 2018. https://web.archive.org/web/20180109064050/http://idrottonline.se/SurahammarsIF-Ishockey/Nyheter/Klubbnyheter/BlueHammersvannoverKuwaitslandslag. Läst 17 januari 2017.